# 劉珍年

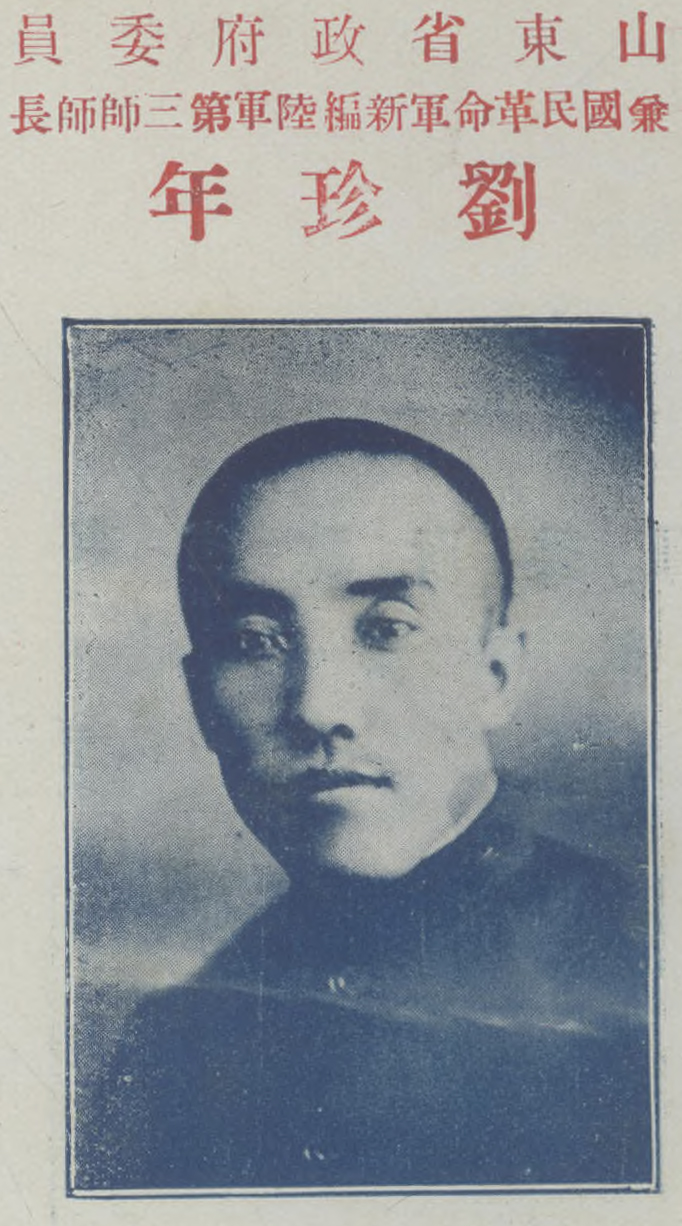
政府公報官方照

劉珍年（1898年—1935年），民國時期山東地方軍閥，有膠東王之稱。字儒席，直隸南宮（今河北省南宮市）王道寨鄉劉家莊人。

## 經歷
原為東北軍張宗昌部團長，1928年春，國民革命軍北伐，張宗昌戰敗北撤，劉珍年於膠東率所部向國民革命軍投降，自稱國民革命軍暫編第一軍軍長。
戰後國軍縮編1929年任新編第三師（後改稱第二十一師）師長。
1930年初以第21師擴編為國民革命軍第十七軍，軍長劉珍年。
劉於北伐以後掌控膠東軍、政大權，統治膠東近五載，有「膠東王」之稱。
1931年9月28日，即“九一八”事變十天之後，劉珍年於山東煙台創辦“芝罘中學”，即當今山東省煙台第一中學。
1932年底，山東省政府主席韓復榘發動膠東之戰，驅逐劉珍年在膠東的勢力。劉部因此移駐浙東，是後再被軍事委員會委員長蔣中正調至江西剿共，此期間劉部分崩離析。1933年5月19日被撤职查办。1935年5月13日，國民政府以韓復榘所呈報，劉珍年駐膠東時縱兵殃民的罪名（即韓復榘發動膠東之戰對外宣稱之理由），將劉槍決於南昌。